# یخ‌ماست
یخ‌ماست نوعی دسر سرد است که در تهران قدیم در روزهای زمستانی ماست را در حیاط می‌گذاشتند تا سرد شود و روی آن لایه‌ای یخ ببندد. اکنون این کار را در فریزر می‌توان انجام داد. این دسر را با ماست پرچربی، شکر، کشمش بی‌دانه، خلال بادام، مغز پسته نیم‌کوب، مغز گردو نیم‌کوب و گل‌گلاب تهیه می‌کنند.